# 高尔基汽车厂
56°14′47.20″N 43°53′23.58″E / 56.2464444°N 43.8898833°E
（羅馬化：Gor'kovskiy avtomobil'nyy zavod；缩写： / GAZ），或译作嘎斯，是位于俄罗斯下诺夫哥罗德的汽车制造厂。
高爾基是高爾基集團的核心企业，是Basic Element的成员。俄罗斯机械公司是其股东。GAZ集团是俄罗斯主要的商用车生产商。在GAZ厂生产轻型商务车与中型卡车，UralAZ生产重型卡车，PAZ生产大客车，KAvZ、LiAZ、GOLAZ生产小轿车，YaMZ与UMZ生产动力系统。占有俄罗斯市场份额：轻型商务车的40%，中型卡车48%, 全轮驱动重型卡车的42%，大客车的65%。

## 历史
- 1929年3月4日苏联第一个五年计划期间，苏联国民经济最高委员会发布命令决定建造年产10万辆卡车的工厂，格拉夫马什德拉被任命为建厂总指挥。
- 1929年5月，苏联政府与福特汽车公司签署协议，苏方购买1300万美元的零部件，福特公司为苏方提供十年的建厂技术援助。
- 1929年12月24日从列宁格勒运来4车皮的美制零部件。
- 1930年1月组装出第一批十辆FAZ-AA。当年装配了4298辆FAZ-A轿车与FAZ-AA卡车。
- 1931年11月，新厂房建成。
- 1932年1月1日正式投产。
- 1933年，工厂更名为高尔基汽车厂。
- 1935年至1956年，工厂以莫洛托夫命名。
- 1941年开始生产独立自主的轿车车型GAZ-61（俄语：ГАЗ-61），一直生产至1946年。
- 1947年，在格里高里-瓦席尔曼的主持下，开始发展GAZ-69吉普车。1953年9月制成样车，1954年GAZ69移至乌里扬诺夫斯克汽车制造厂（UAZ）制造，一直生产到1972年12月，总产量为634285辆。
- 1949年12月，毛泽东访问苏联，斯大林准备了礼物回赠毛泽东，其中包括10辆吉姆牌GAZ-12轿车。[2]
- 1960年代GAZ厂更新了卡车产品线，推出GAZ-52, GAZ-53А与GAZ-66（俄语：ГАЗ-66）。1981年GAZ生产了第一千万辆车。[3]
- 1971年8月24日，工厂建立子公司「AvtoGAZ」。同年获得列宁勋章。[4]
- 1994年开始生产GAZelle麵包車（俄语：Газель (автомобиль)）（Газель）。目前该款车有超过300种改型。高尔基汽车厂也生产GAZ-3310中型卡车（俄语：ГАЗ-3310 Валдай）与「紫貂」轻型商务车（Собол）。
- 2005年年底，高尔基汽车厂的主要拥有者杰里帕斯卡（俄罗斯最大的铝制品巨头）宣布，高尔基汽车厂将逐步停止生产伏尔加轿车，到2007年全部结束。而应俄罗斯广大伏尔加轿车拥有者的要求，在停产之后，高尔基汽车厂将继续生产该轿车的零部件，期限为10至15年。
- 2006，GAZ获得了英国伯明翰的LDV（英语：LDV Group）公司。并获得了风险资本Sun European Partners（英语：Sun European Partners）在面包车制造上的投资。GAZ称要把MAXUS车型推向欧亚市场。2009年LDV工厂被卖给了中国ECO Concept公司。[5]
- 2006年戴姆勒-克萊斯勒现代化其Sterling Heights Assembly（英语：Sterling Heights Assembly），Chrysler Sebring（英语：Chrysler Sebring）／Dodge Stratus（英语：Dodge Stratus）组装线与附属卖给了GAZ并船运到下诺夫哥罗德。[6] GAZ建设了现代化生产线，从2008年至2010年制造伏爾加賽博四門車（俄语：Volga Siber），最后因经济危机而放弃这一产品线。这一制造设施现在生产大众汽车与通用汽车产品。

## 照片

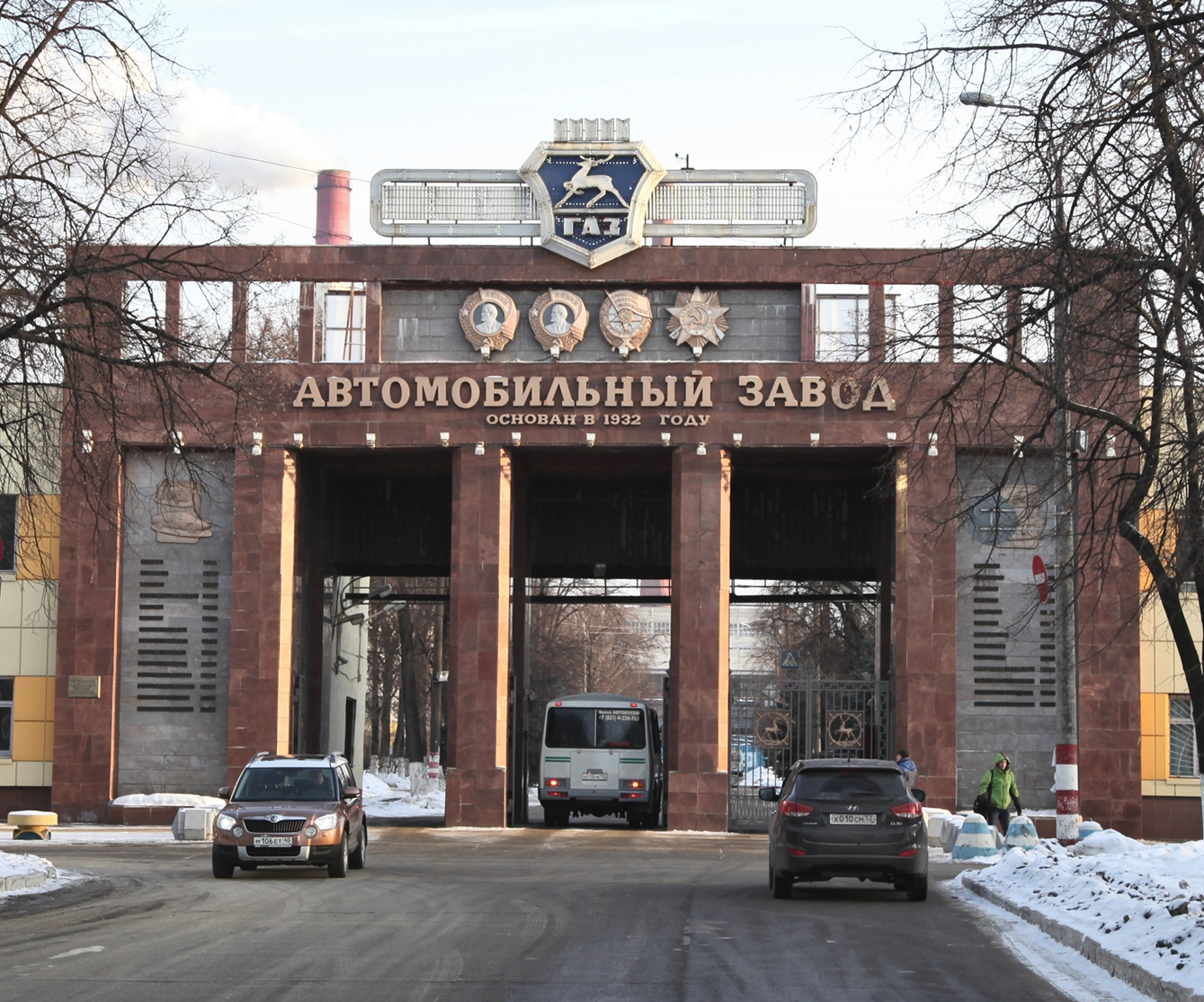
高尔基汽车工厂大门
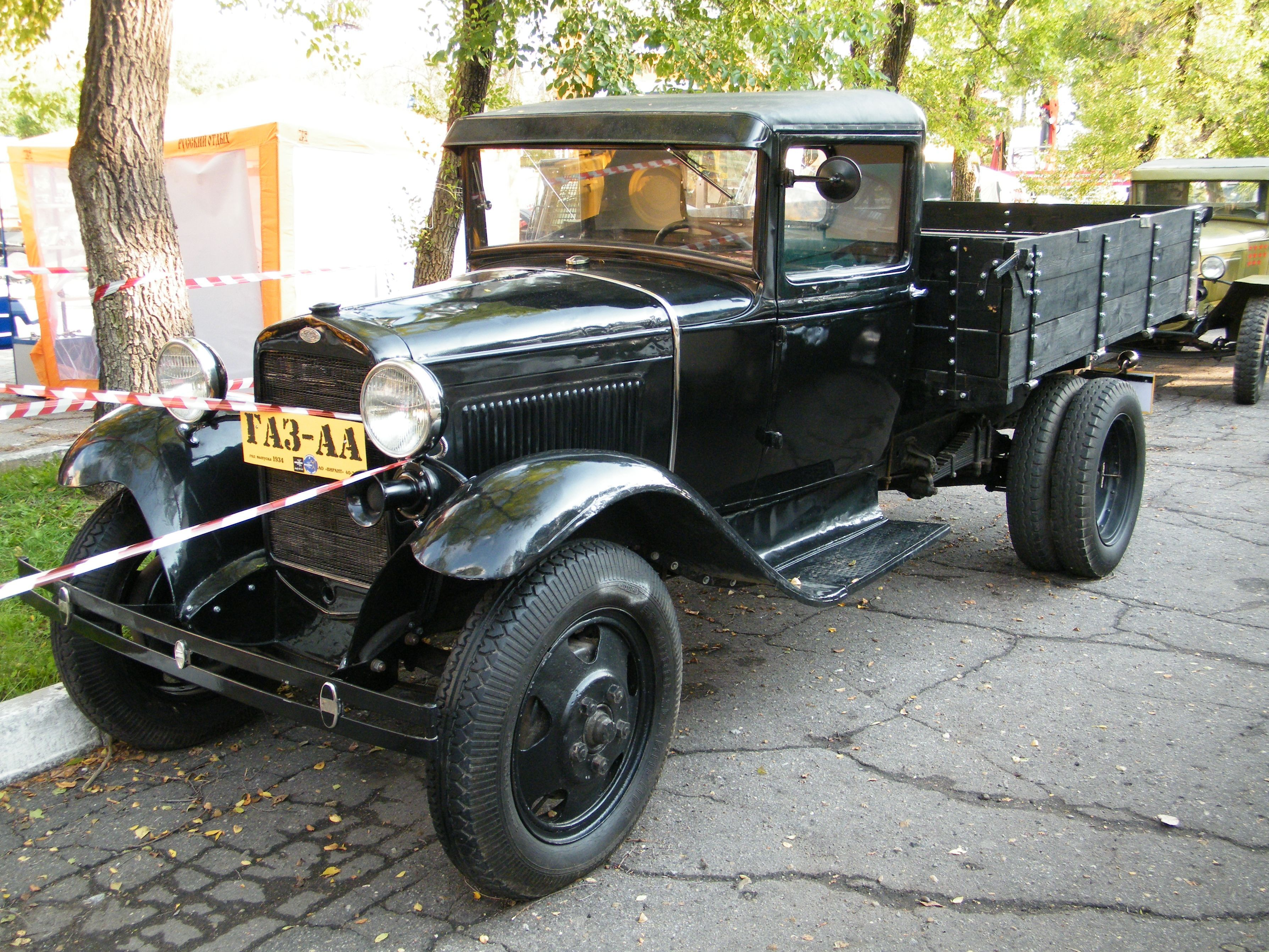
GAZ-AA
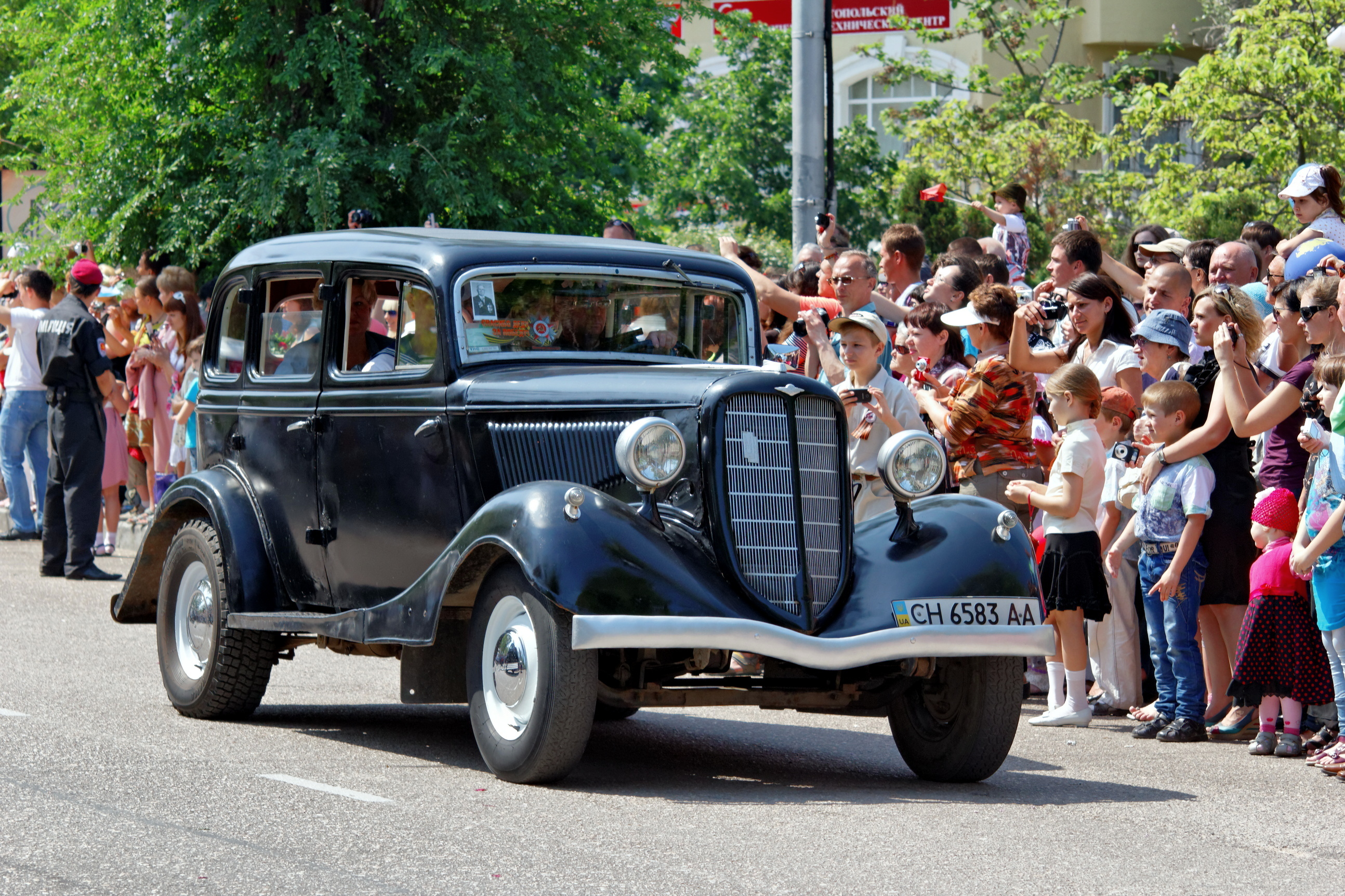
GAZ M1
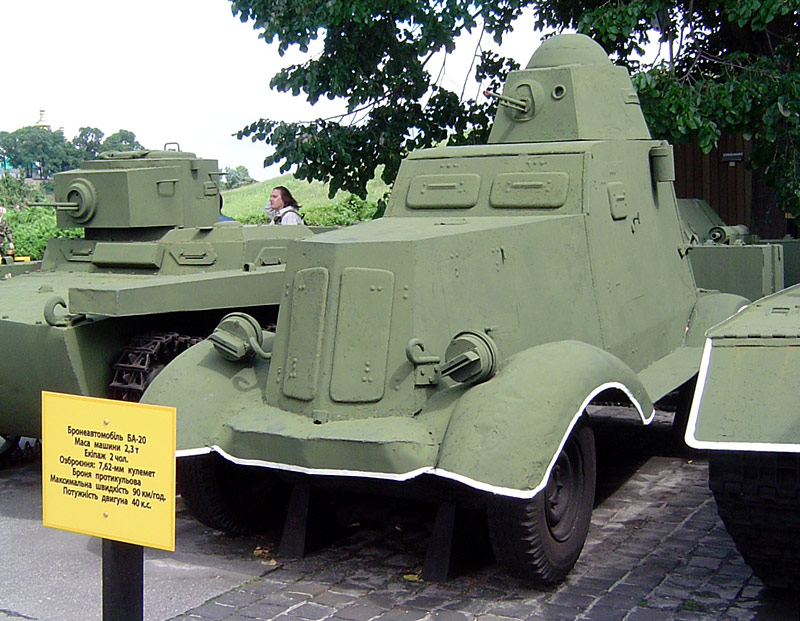
Ba-20 armored car
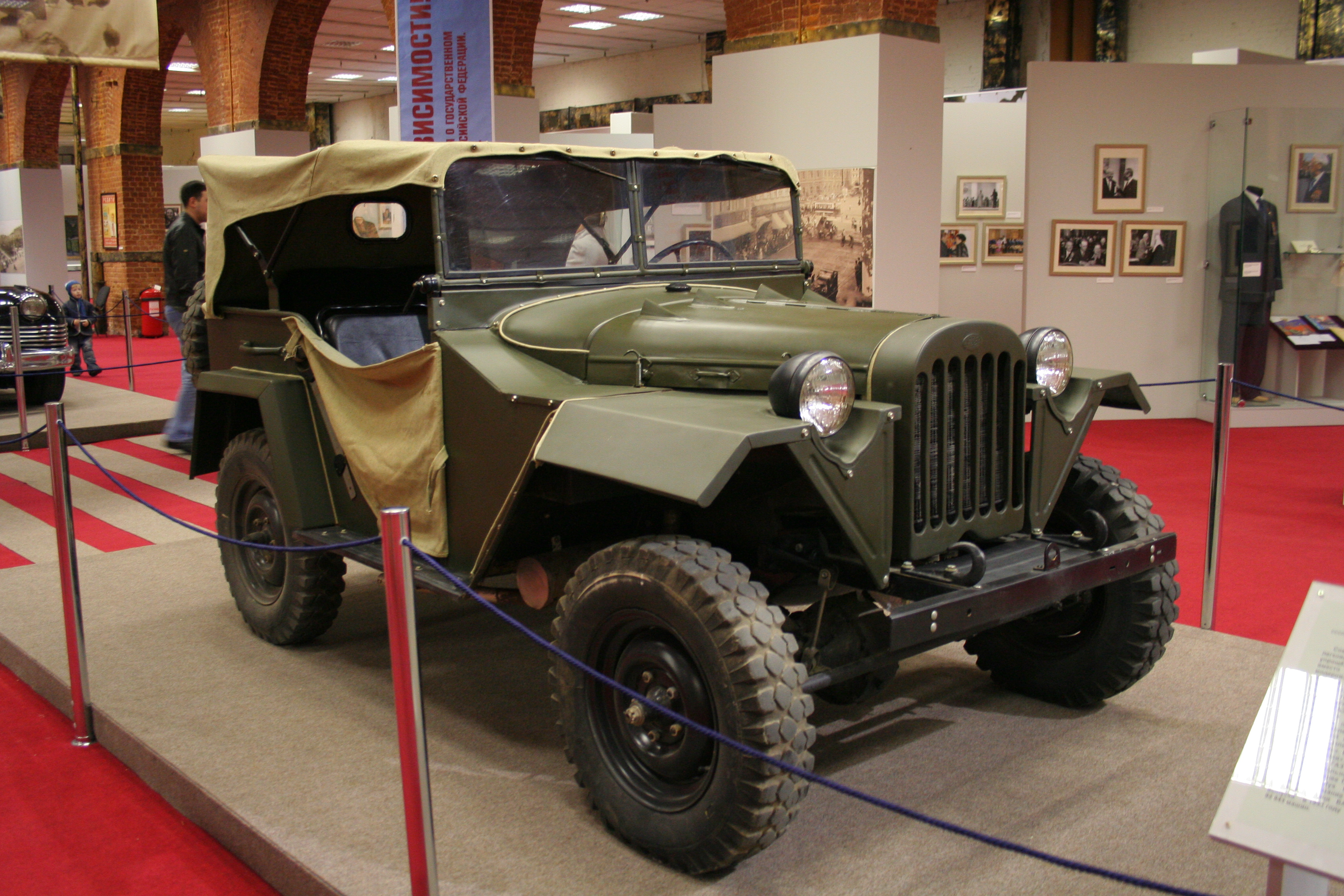
GAZ-67
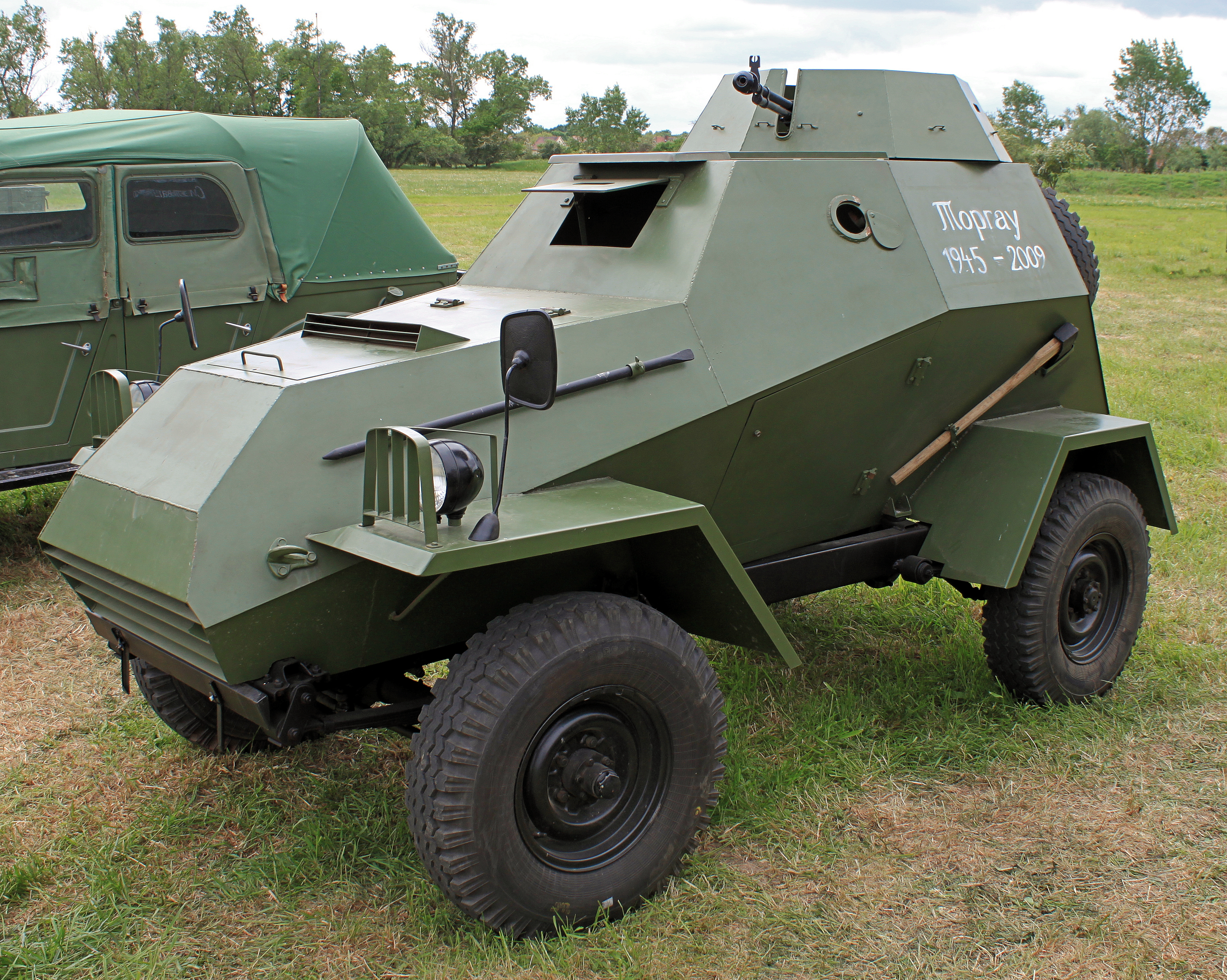
Ba-64 Armored car
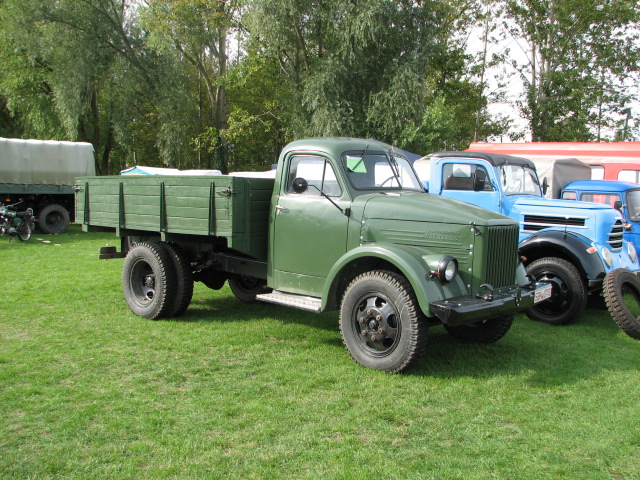
GAZ-51
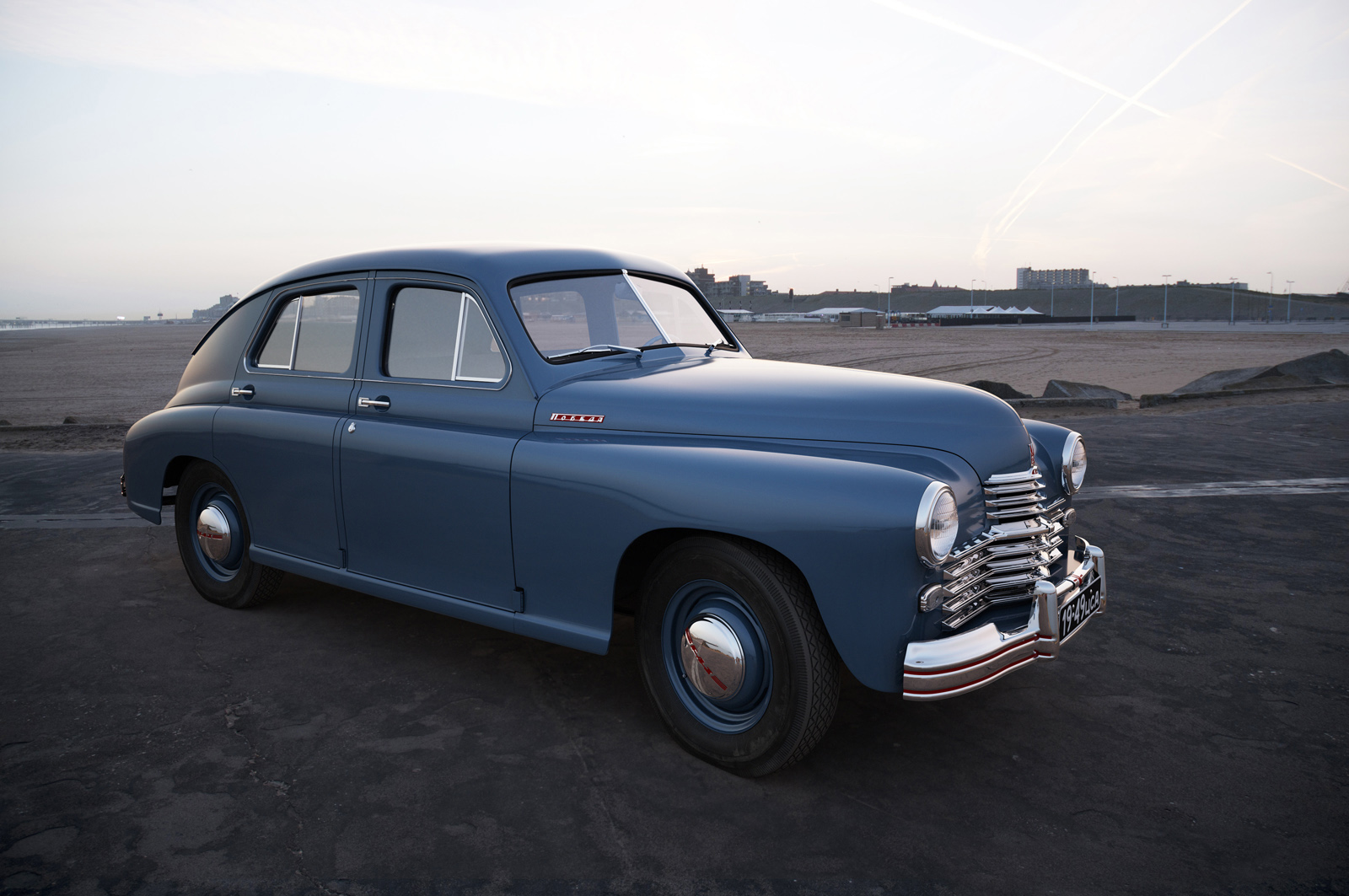
GAZ M20 Pobeda
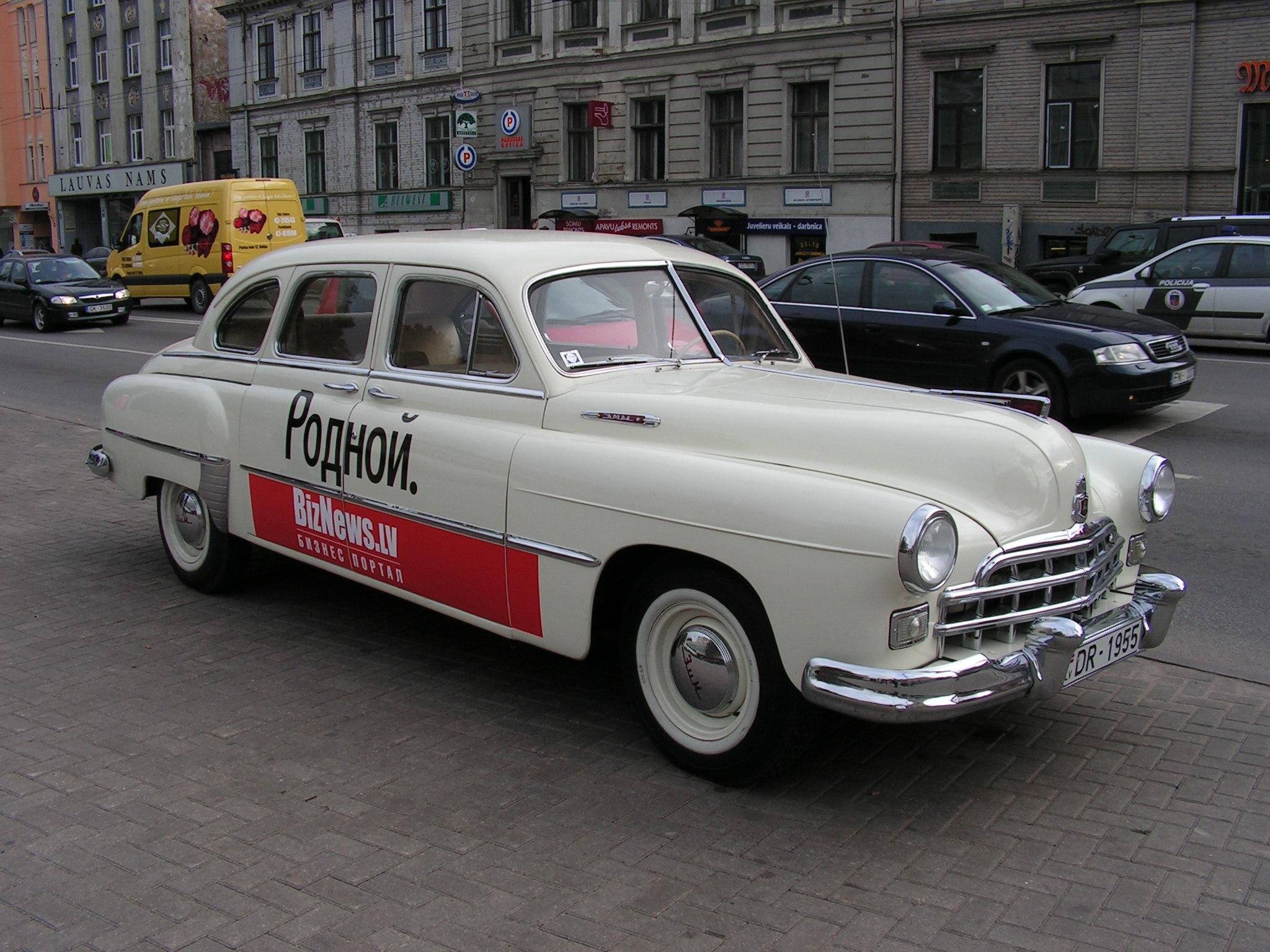
GAZ-12 ZIM（英语：GAZ-12 ZIM）
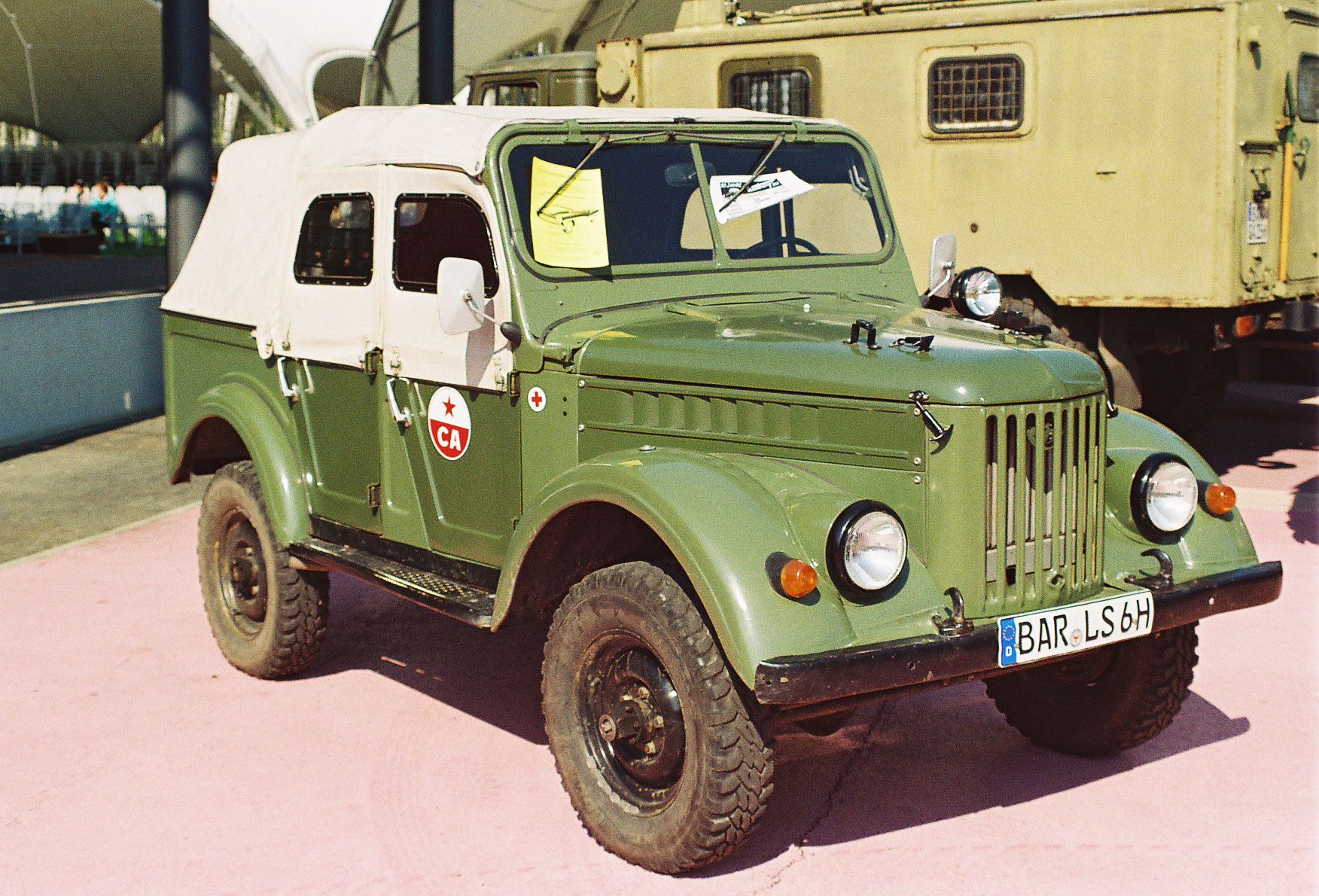
GAZ-69A
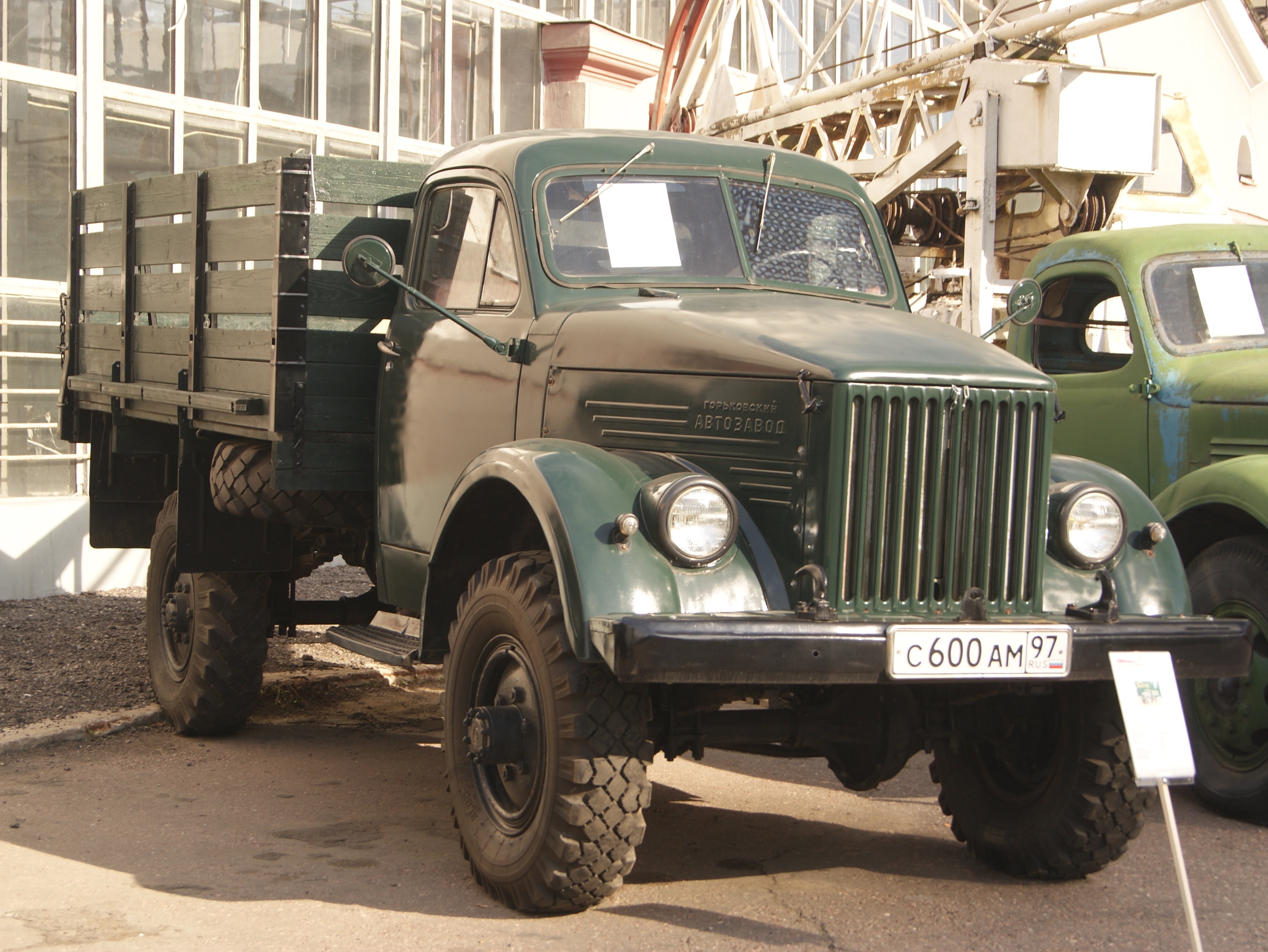
four-wheel truck GAZ-63
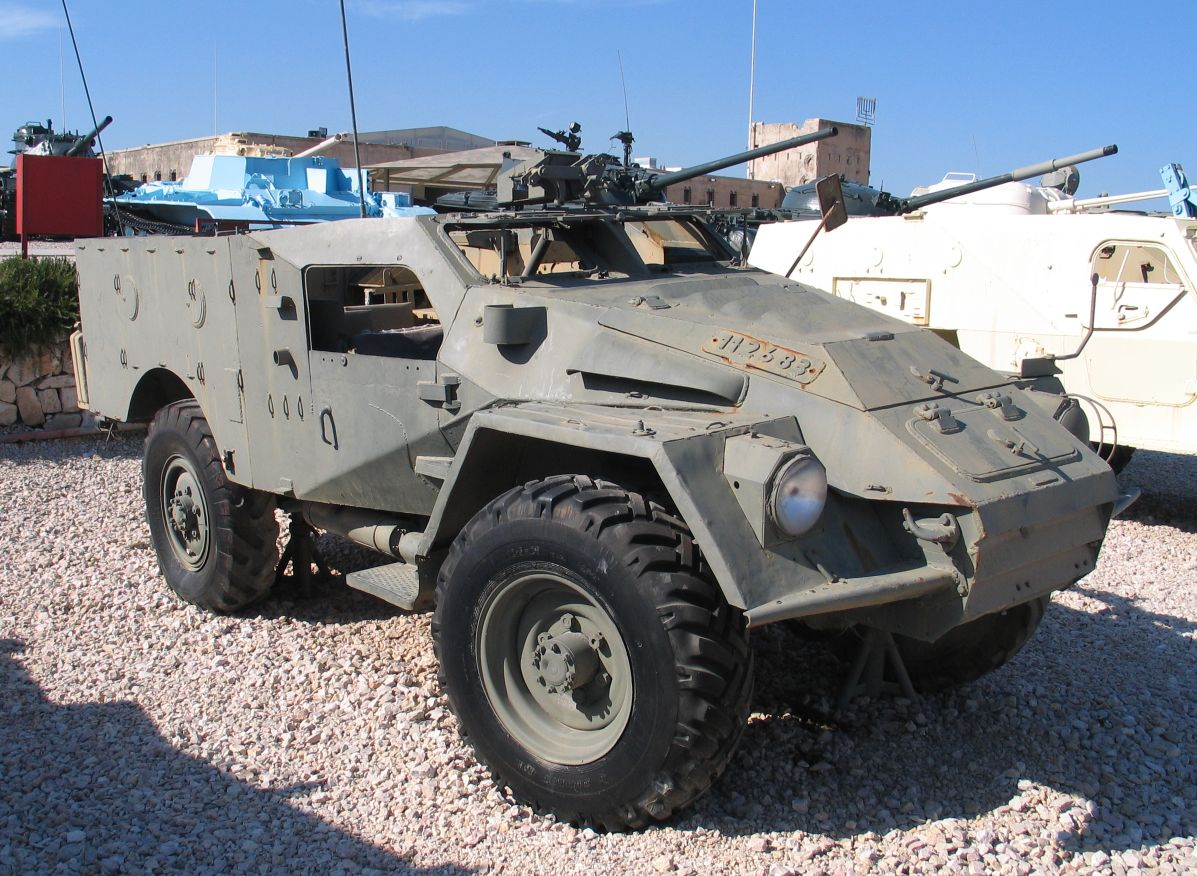
BTR-40
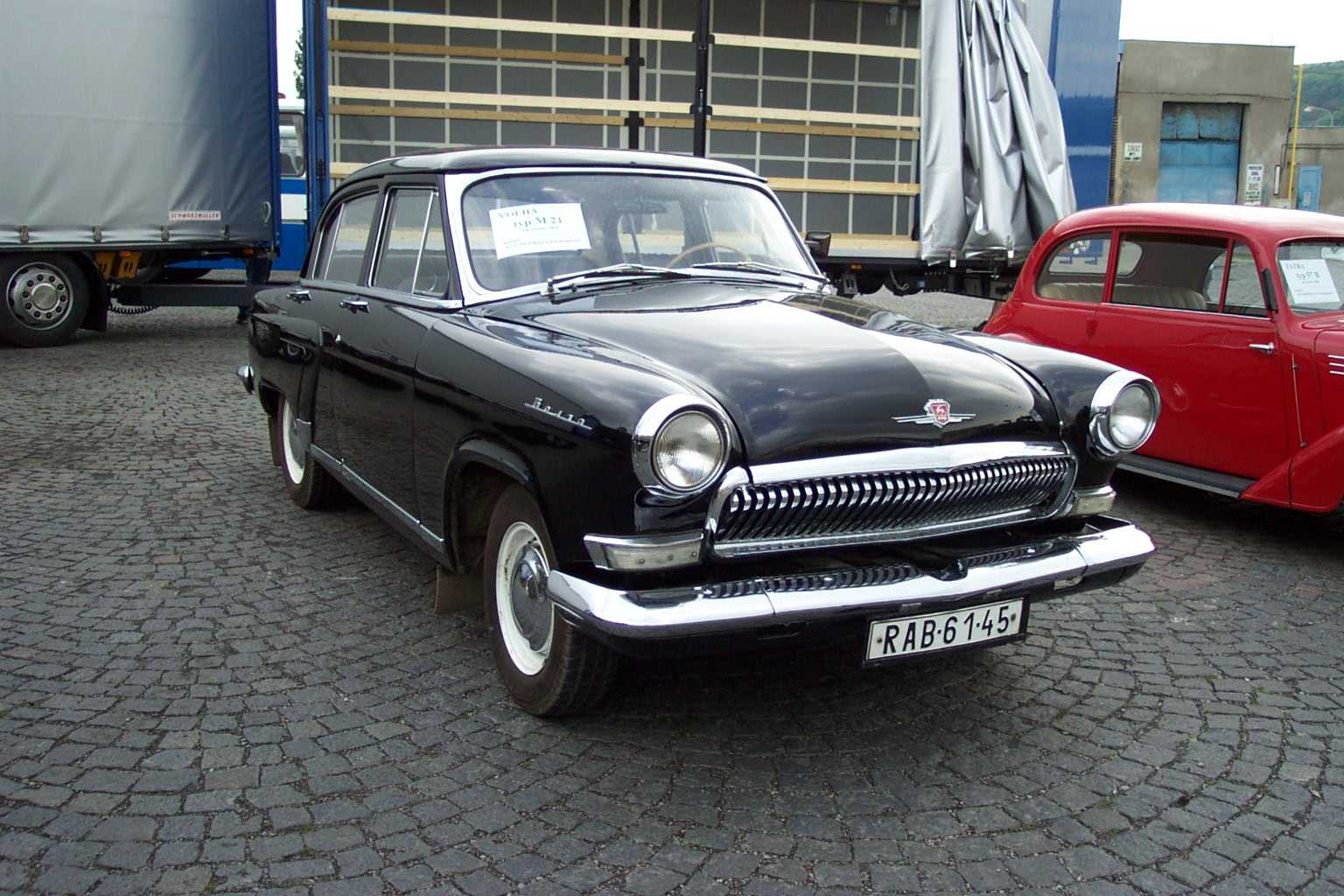
GAZ-21R Volga (1962)
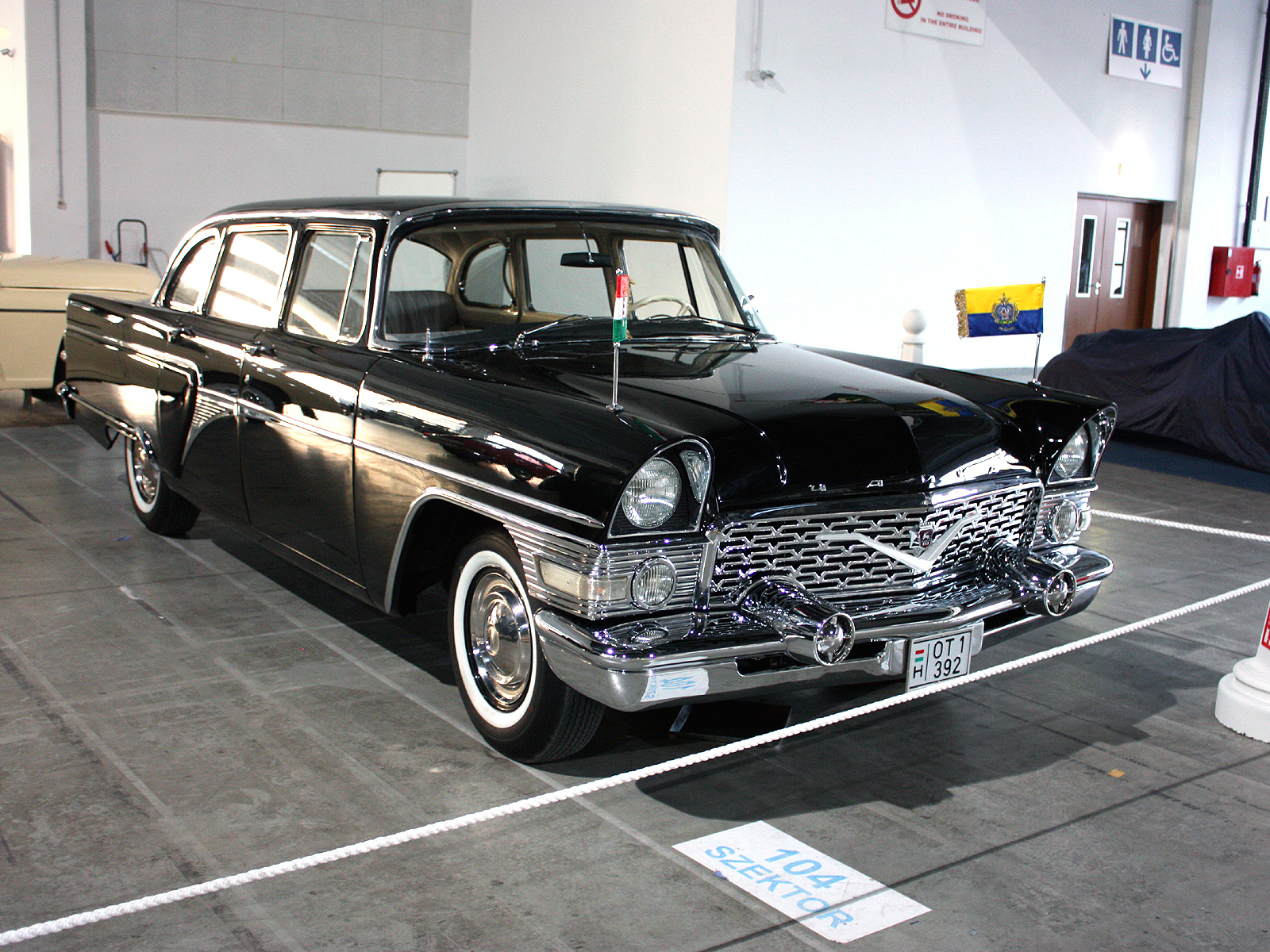
GAZ-13 Chaika
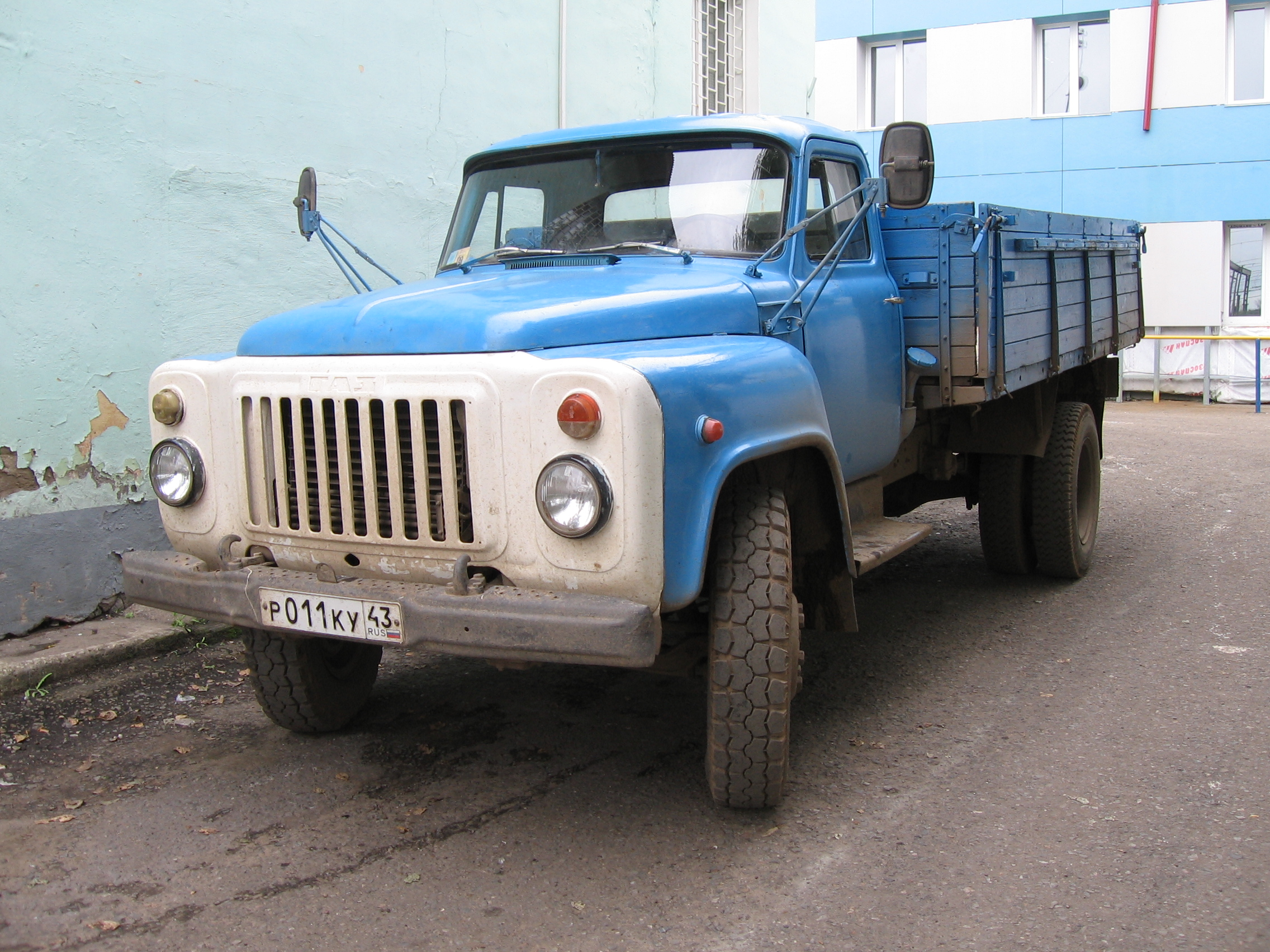
GAZ-52/53
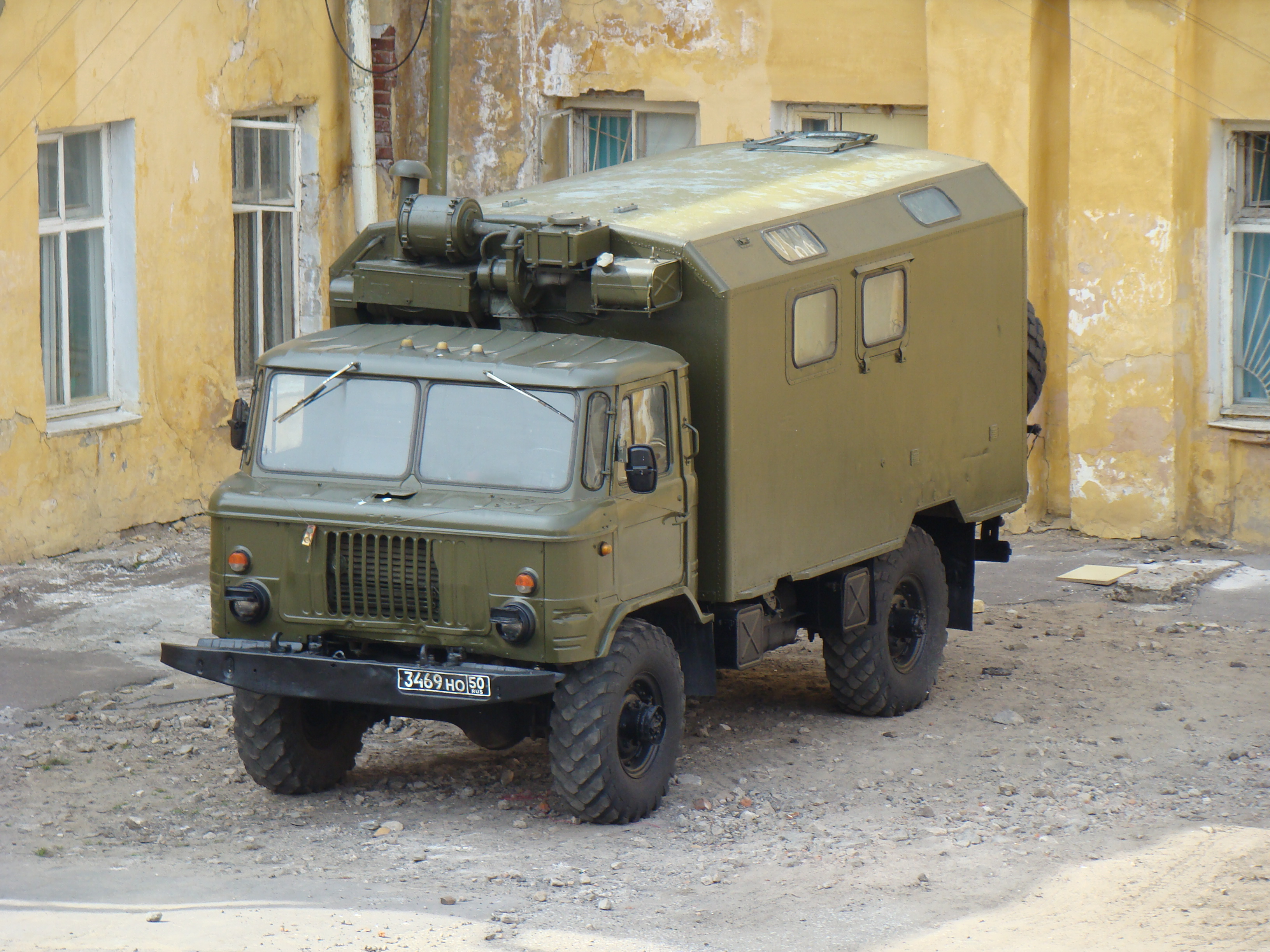
Army Truck GAZ-66
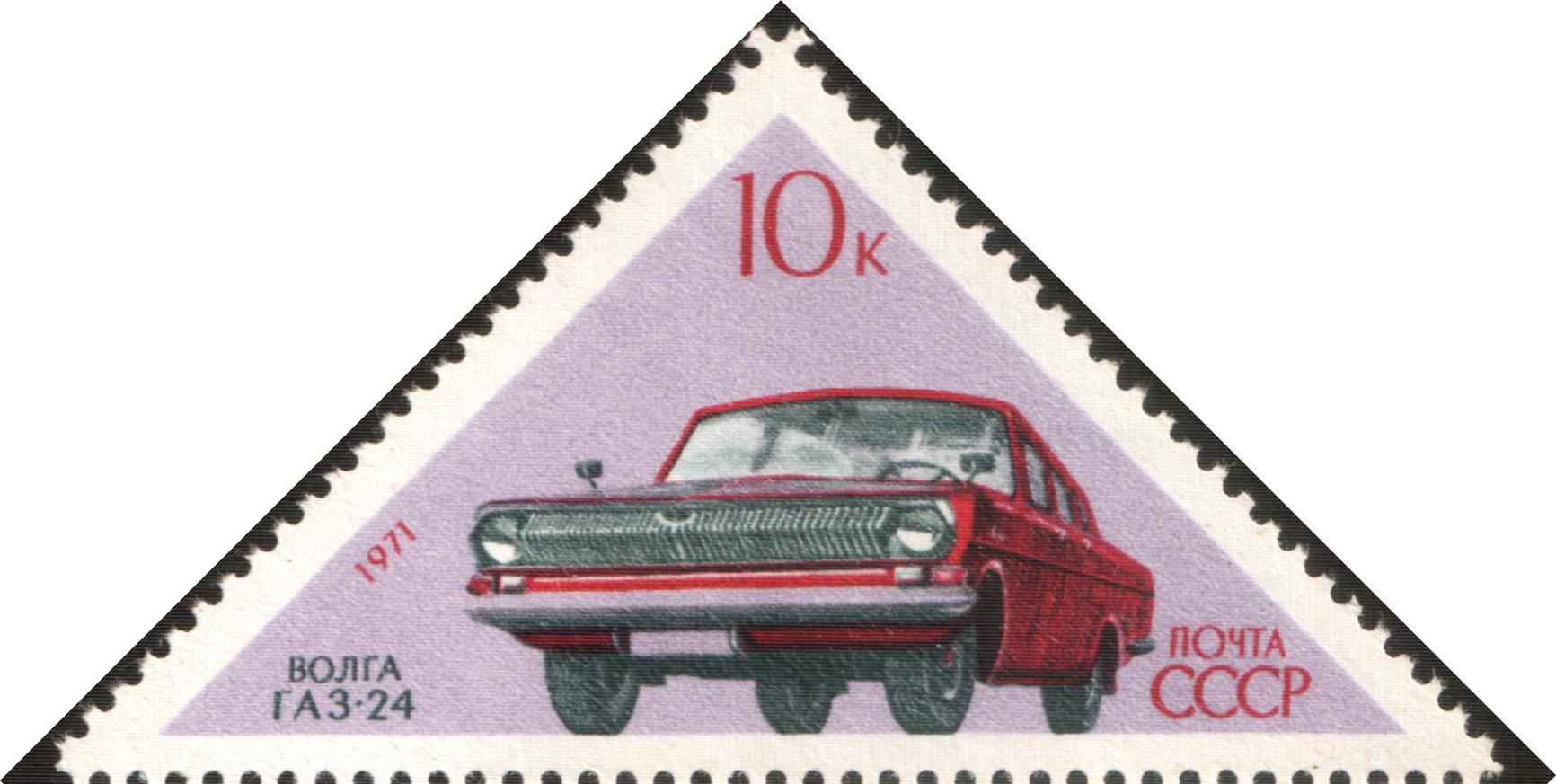
1971 USSR postage stamp depicting Volga GAZ-24 automobile
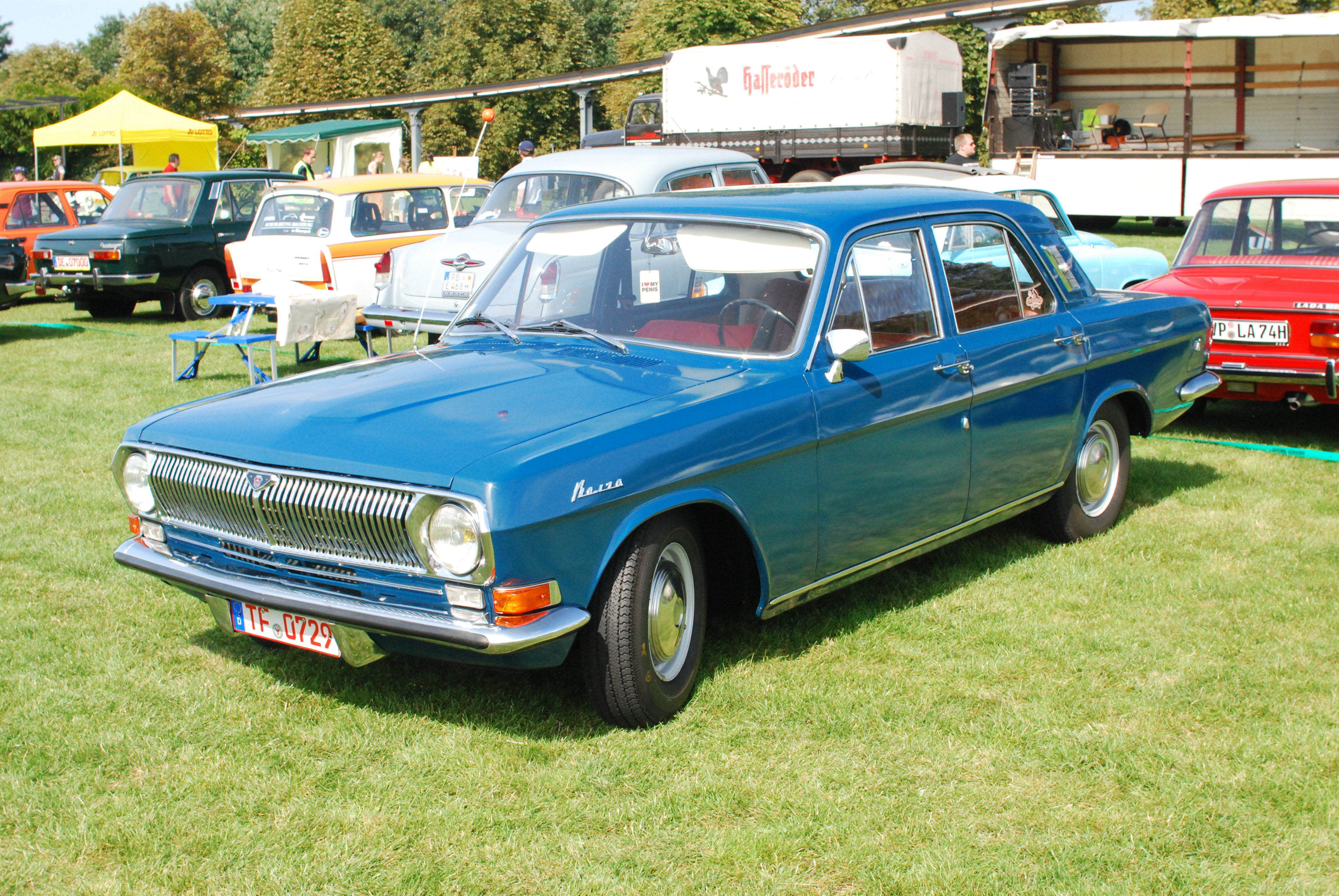
GAZ-24 Volga
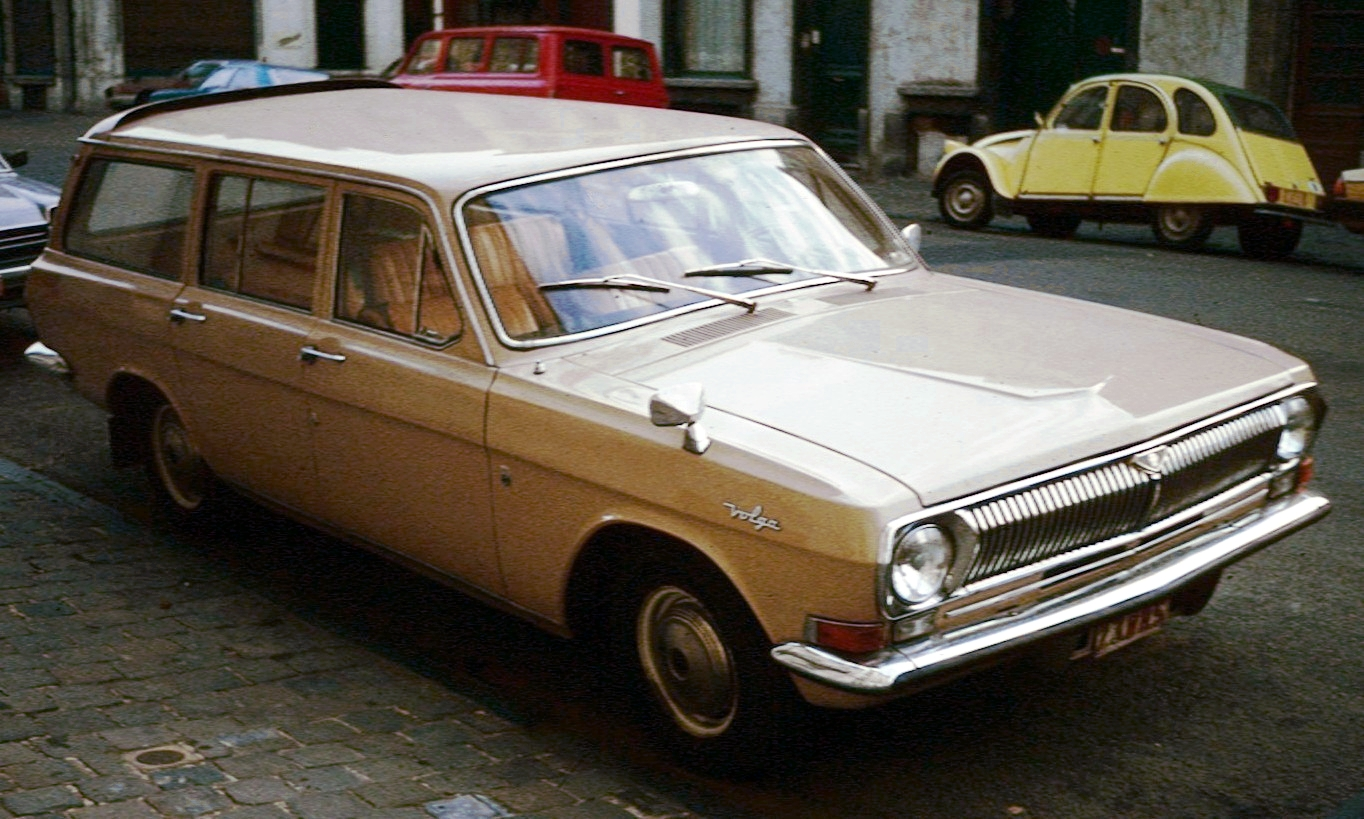
GAZ-24 Volga Estate
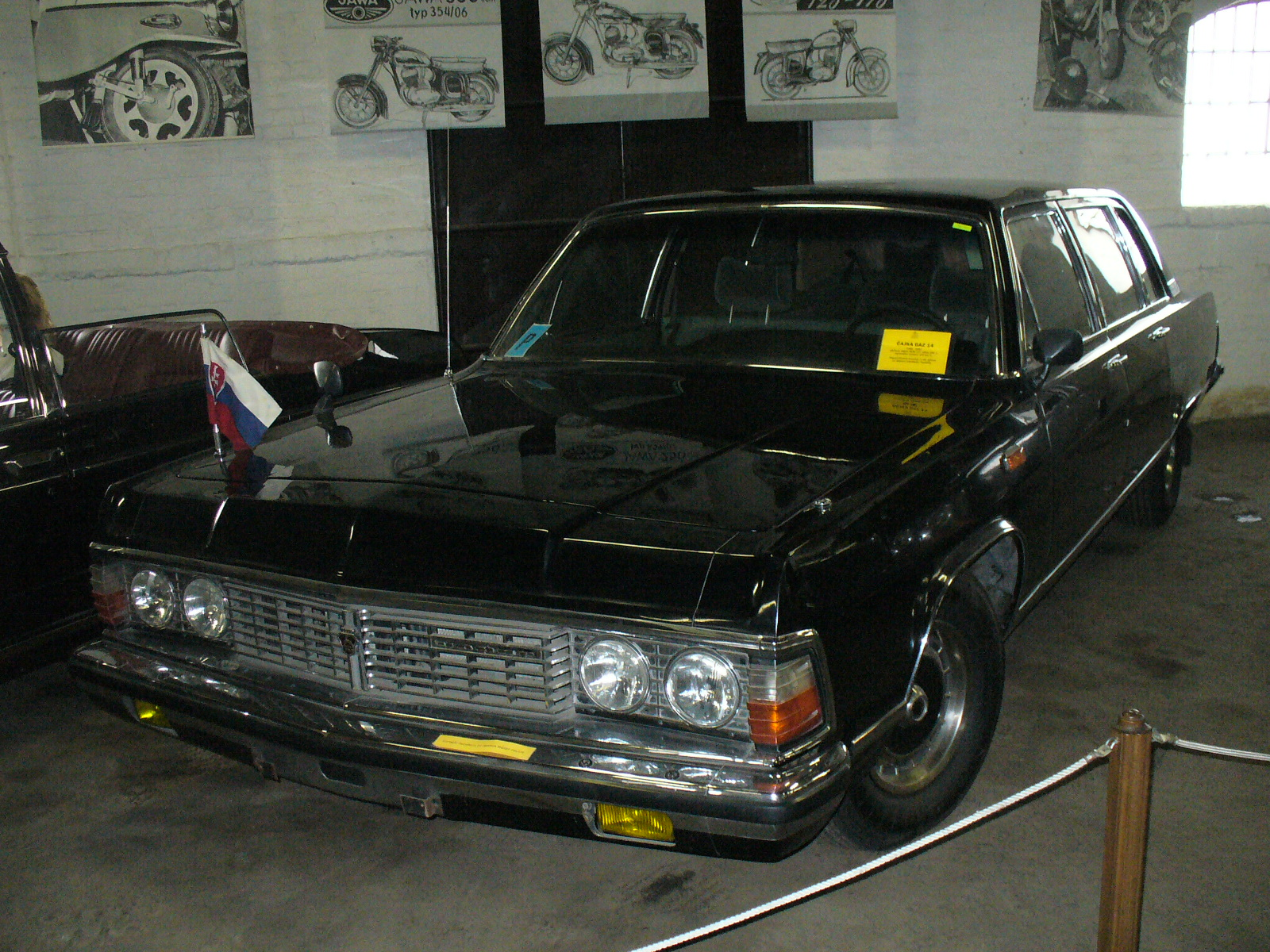
GAZ-14 Chaika
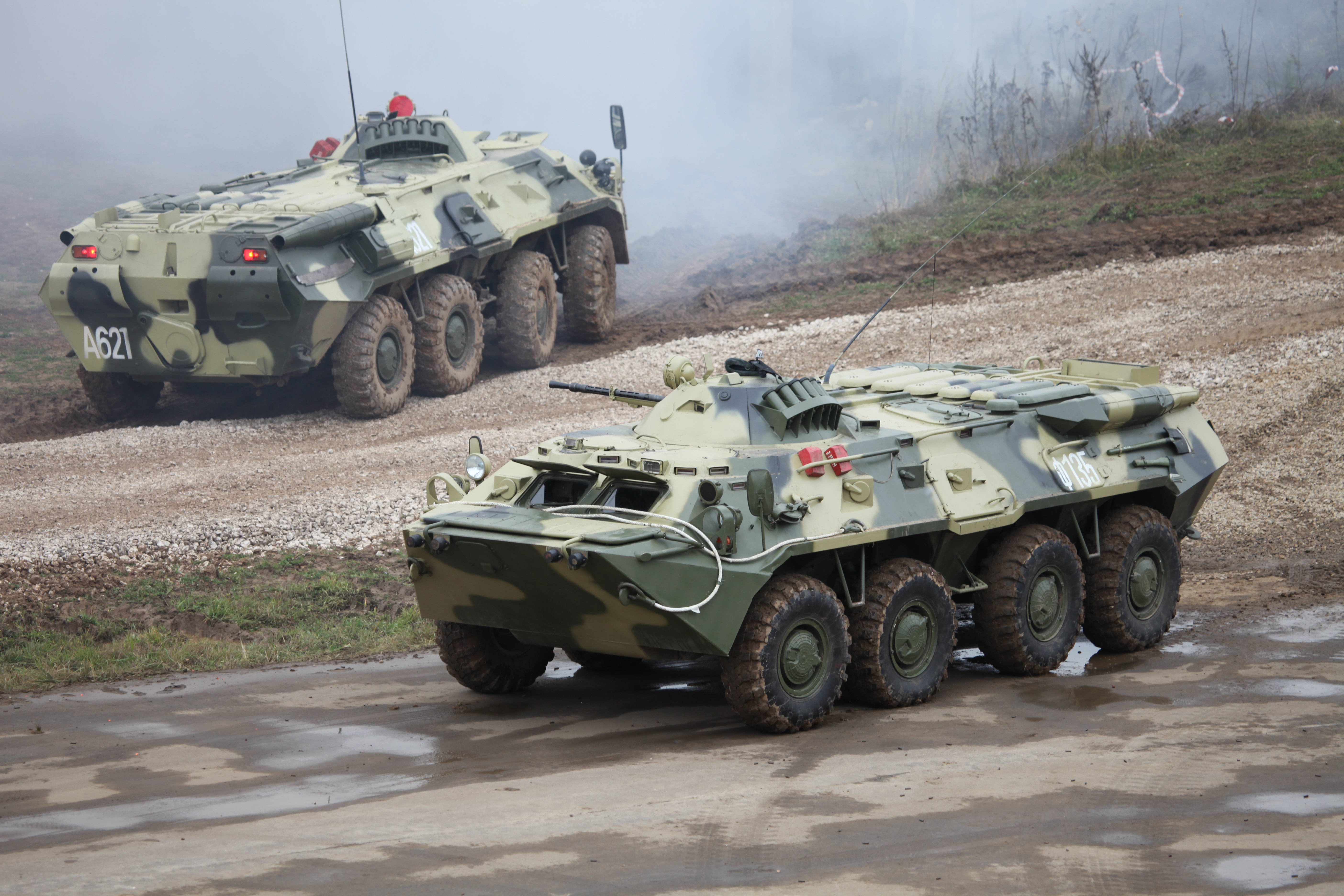
BTR-80
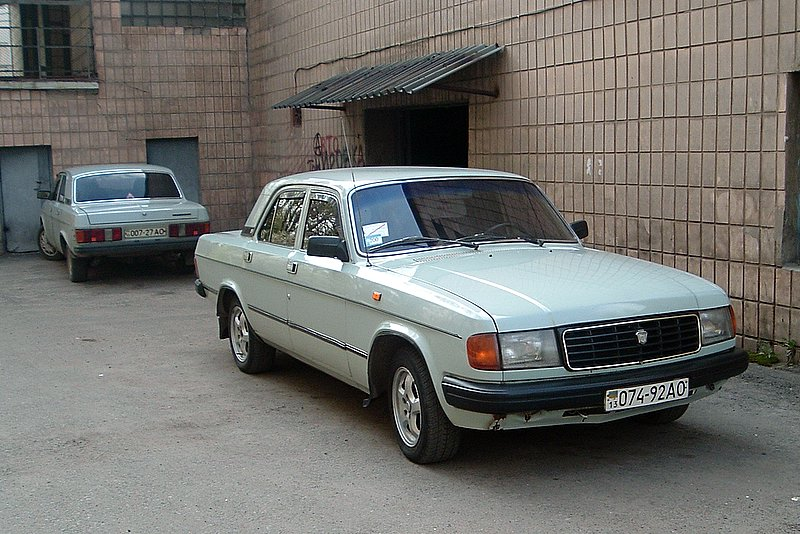
GAZ-31029 Volga
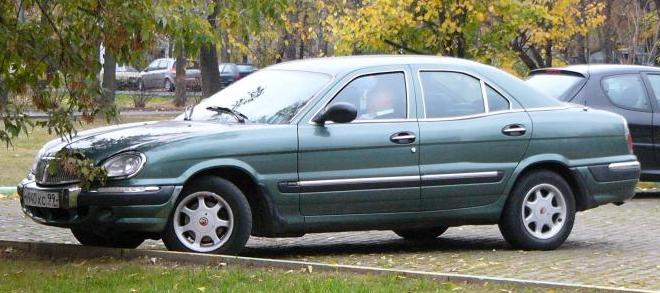
GAZ-3111 Volga
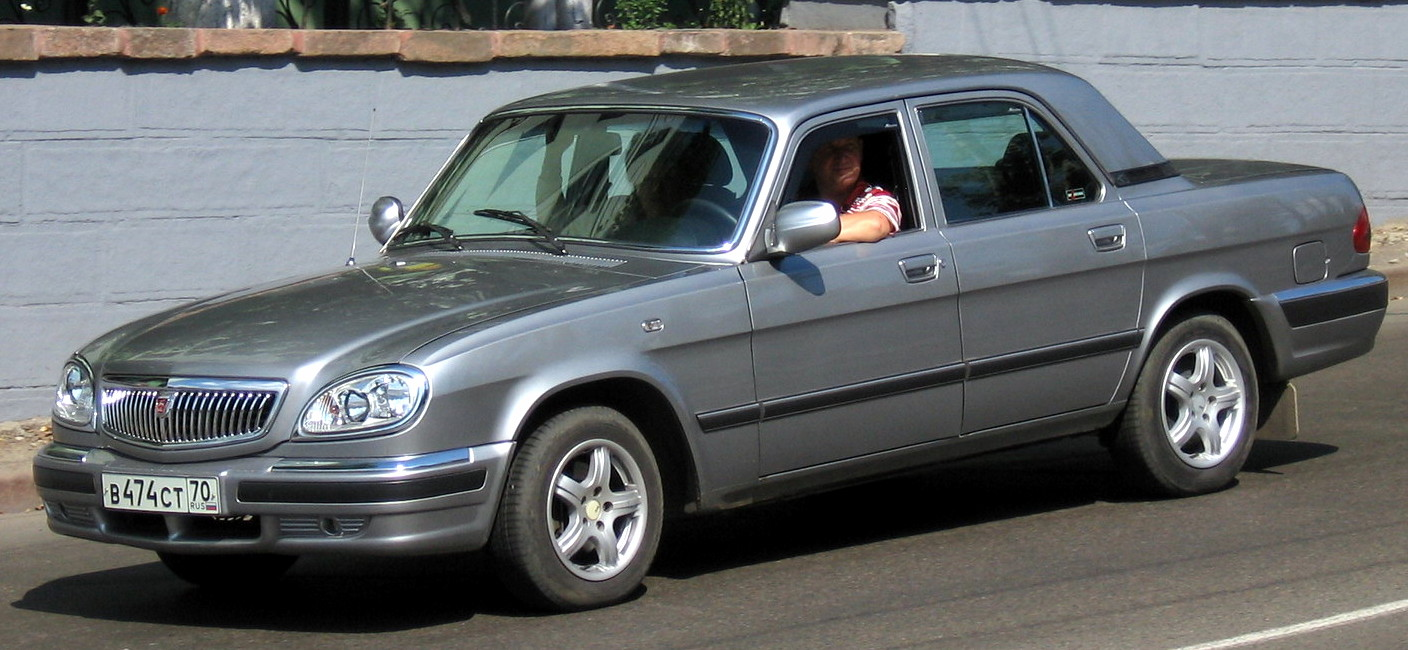
GAZ-31105 Volga (2004)
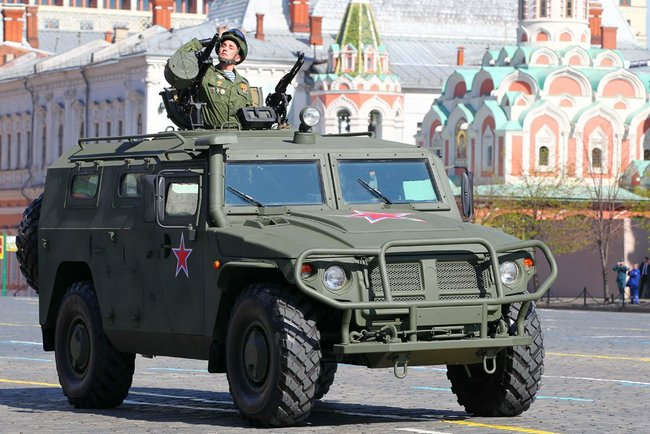
GAZ-2975 tigr
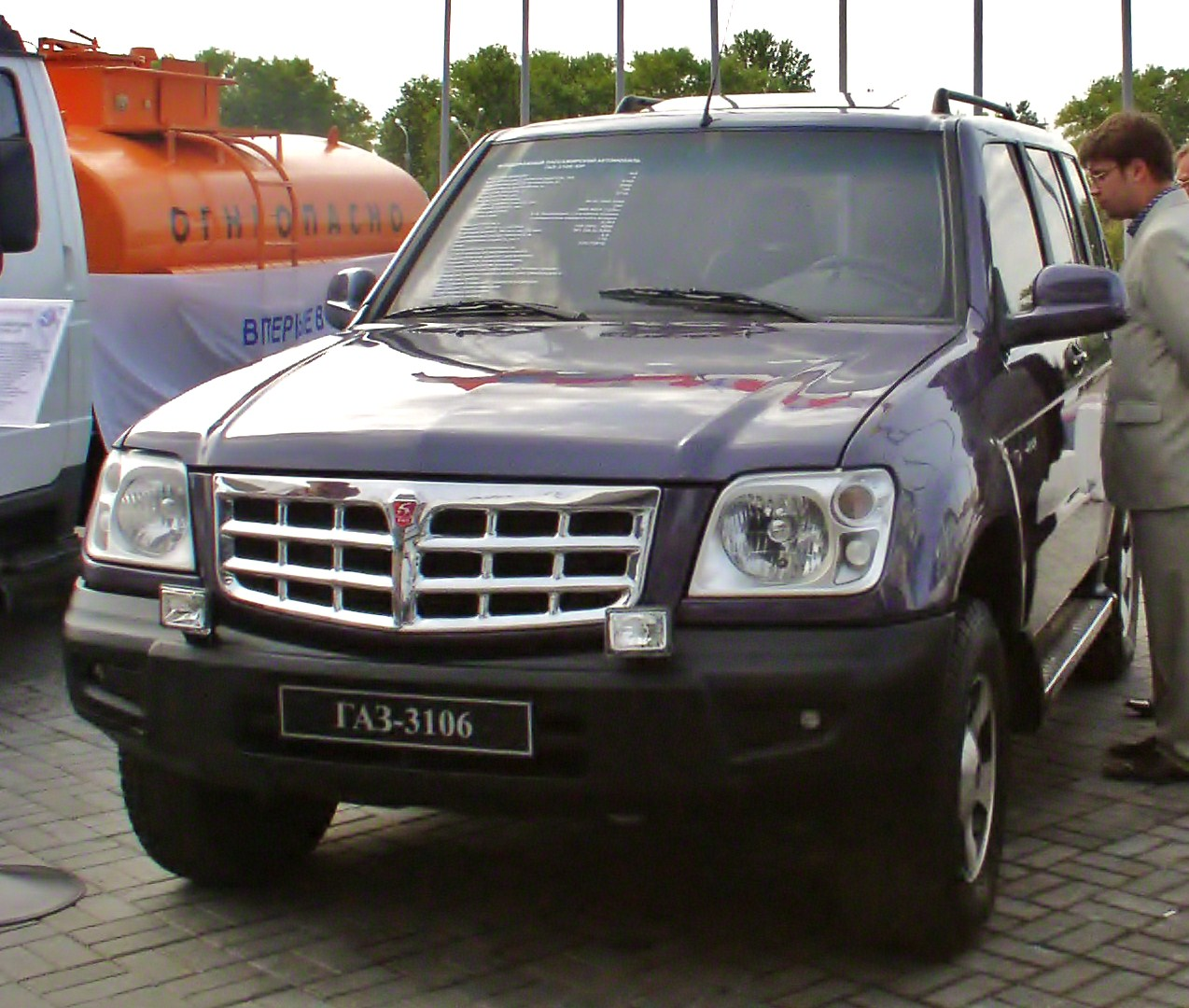
GAZ-31061 Ataman-2 concept SUV (2005)
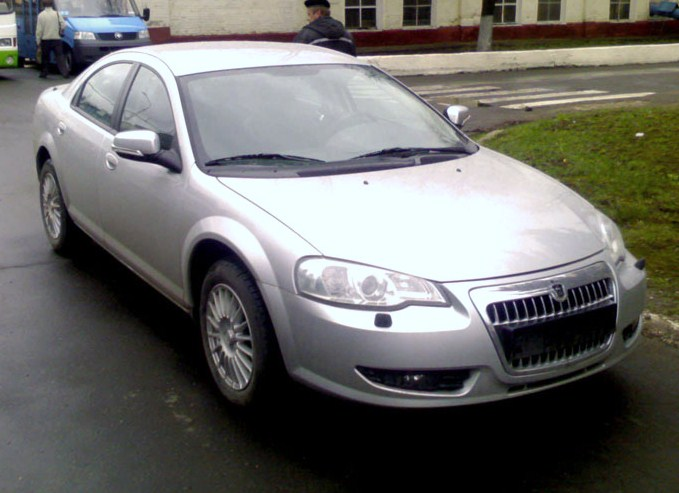
Volga Siber